# قتل هوراس
قتل هوراس (انگلیسی: Killing Horace) یک فیلم کوتاه کمدی به کارگردانی و بازیگری راسکو آرباکل است که در سال ۱۹۱۴ منتشر شد. از دیگر بازیگران این فیلم می‌توان به چارلز ماری و جس دندی اشاره کرد.